# Pierre Charles Fournier de Saint-Amant
Pierre Charles Fournier de Saint-Amant (12. září 1800 na zámku Latour poblíž města Monflanquin – 29. října 1872, Alžír) byl francouzský šachový mistr, považovaný od roku 1840 (po smrti La Bourdonnaise) do roku 1843 za nejlepšího světového hráče.
Pierre Charles Fourniér de Saint-Amant byl žákem Alexandra Deschapellese a Williama Schlumbergera a pravidelně hrával v Café de la Régence. Dle dostupných zdrojů docházela za ním často do kavárny jeho žena (první známá tzv. "šachová vdova") a Sain-Amant byl volán domů, aby si splnil své manželské povinnosti.
Roku 1834 byl Saint-Amant již natolik silným hráčem, že vedl tým Café de la Régence ve vítězném korespondenčním zápase proti Westmisterskému šachovému klubu. V letech 1842 – 1847 byl rovněž redaktorem časopisu Le Palamède. V roce 1848 se stal vysokým důstojníkem francouzské národní gardy, členem prozatímní vlády a později významným diplomatem.
Saint-Amant byl posledním velkým francouzským šachistou 19. století. Roku 1836 porazil v Londýně George Walkera 5:3 (=1) a Williama Frasera1 2:1 a roku 1843 (rovněž v Londýně) svého budoucího nástupce na pomyslném šachovém trůně Angličana Howarda Stauntona v poměru 3:2 (=1), což bylo považováno za vítězství romantické šachové školy nad pokračovateli F. A .D. Philidora, ke kterým se Staunton hlásil. V odvetě v Café de la Régence v Paříži v tom samém roce však již Staunton Saint-Amanta porazil 11:6 (=4), a to byl také konec francouzské nadvlády ve světovém šachu.
Roku 1861 se Saint-Amant usadil v Alžíru, kde také zemřel.